# Drone-alvo

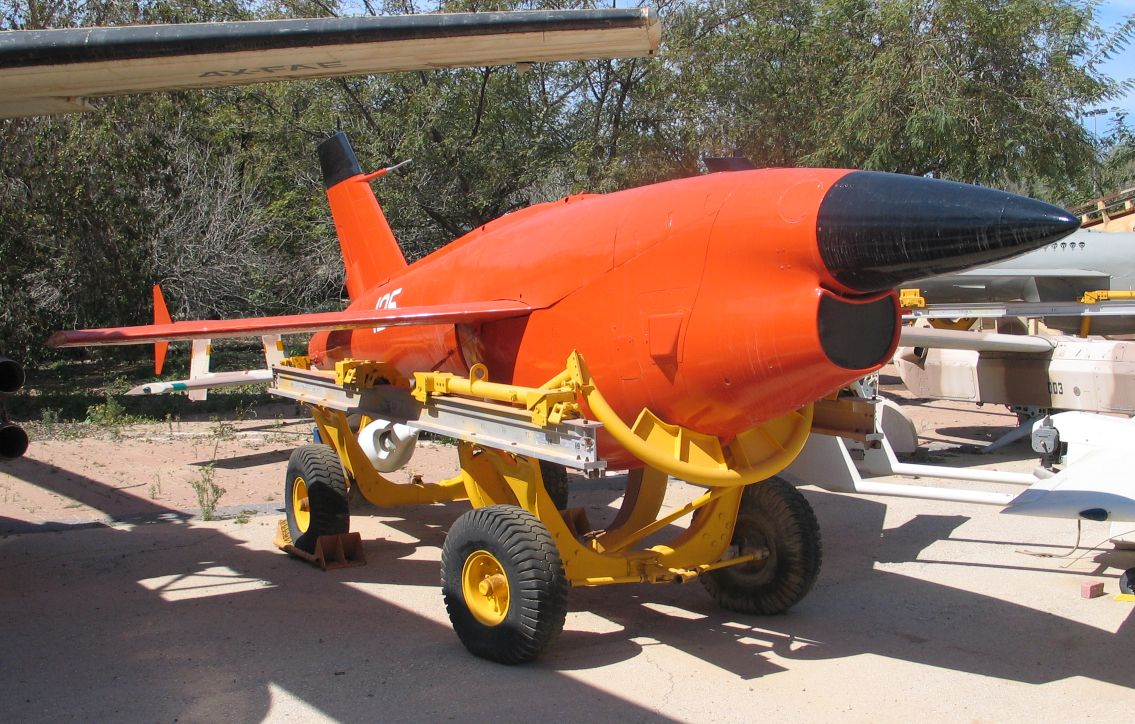
Um drone-alvo Ryan BQM-34 Firebee

Um drone-alvo, ou alvo aéreo é um veículo aéreo não tripulado, geralmente com controle remoto, normalmente usado na formação de tripulações de serviços antiaéreos.
Um dos primeiros alvos aéreos foi o Britânico DH.82 Queen Bee ("Abelha Rainha"), uma variante do Tiger Moth de treinamento operacional a partir de 1935. Seu nome levou ao presente termo "drone" (Zangão).[carece de fontes?]
Na sua forma mais simples, drones-alvos, muitas vezes se assemelham a modelos de aeronave rádio-controlados. Drones mais modernos podem usar contramedidas, radar e sistemas semelhantes para imitar as aeronaves tripuladas.
.[carece de fontes?]
No Reino Unido, aeronaves obsoletas da Real Força Aérea e a Marinha Real (como o Fairey Firefly, Gloster Meteor e de Havilland Mar Vixen usados na RAE Llanbedr entre as décadas de 1950 e 1990) também foram modificados em drones de controle remoto, mas essas modificações são caras. Com um orçamento maior, as Forças Armadas dos EUA convertem aeronaves aposentadas ou versões mais antigas que continuam em serviço (como por exemplo, QF-4 Phantom II e QF-16 Fighting Falcon respectivamente) em drones alvo para a USAF, USN e USMC usar como Full Scale Aerial Targets ("alvos aéreos em escala total") ou FSATs.

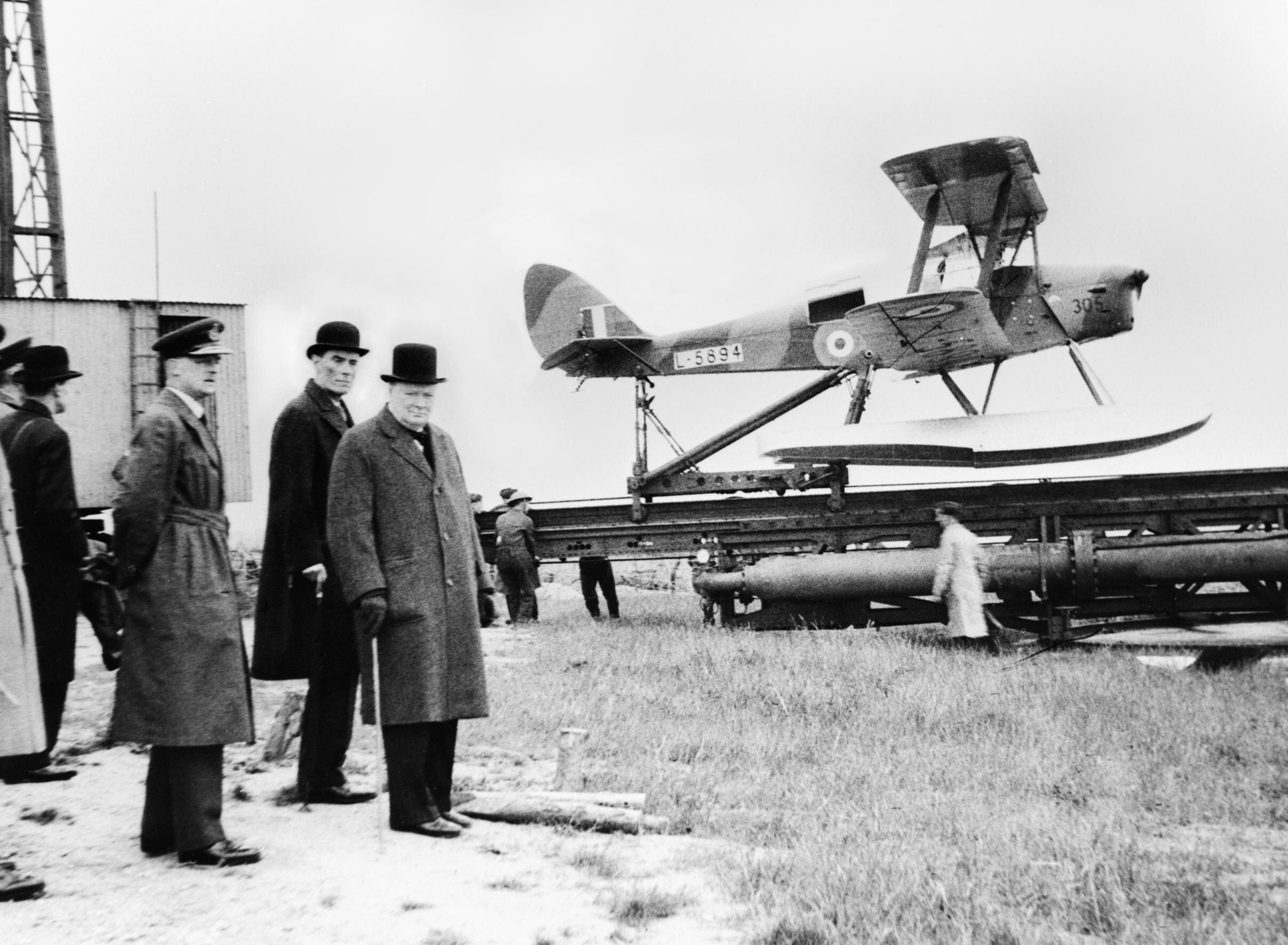
Winston Churchill e o Secretário de Estado de Guerra esperando para ver o lançamento de um de Havilland Queen Bee rádio-controlado, 6 de junho de 1941.

## Lista

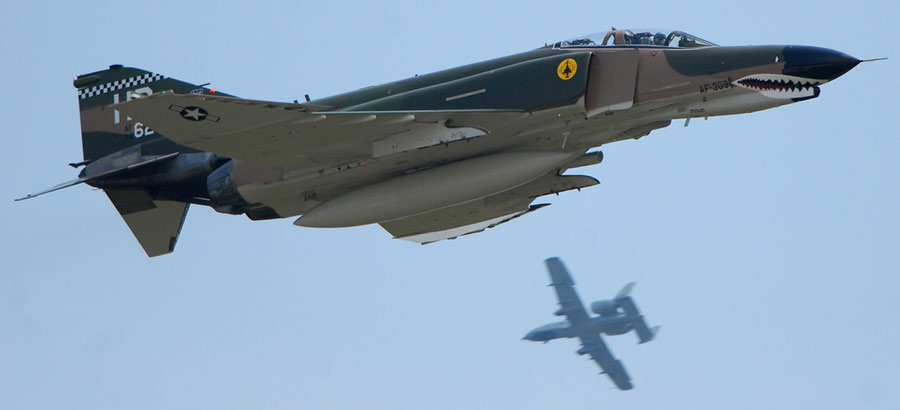
QF-4E em Holloman AFB, em voo tripulado no show aéreo na McGuire AFB, em Maio de 2007 com um A-10A no plano de fundo

- Airspeed Queen Wasp
- Curtiss Queen Seamew
- de Havilland Queen Bee
- Denel Dynamics Skua
- DRDO Lakshya
- Meggitt Banshee[5]
- Fairey Queen
- GAF Jindivik
- GAF Turana
- Miles Queen Martinet
- TAI Şimşek
- Lockheed AQM-60 Kingfisher
- de Havilland Vampire
- QB-17 Flying Fortress
- QT-33 Shooting Star
- QB-47 Stratojet
- BQM-34 Firebee
- BQM-74 Chukar
- QF-86 Sabre
- QF-100 Super Sabre
- QF-102 and PQM-102 Delta Dart
- QF-106 Delta Dart
- QF-4 Phantom II
- QF-16 Fighting Falcon
- Karrar (UCAV)